# Балябин Фрол Емельянович
Б́аля́бин Фро́л Емелья́нович (1894-1919 гг.) — казахский военный, революционный деятель. Участвовал в первой мировой войне. После возвращения с фронта участвовал в борьбе за Советскую власть в Забайкальском крае. Входил в Военно-Революционный Штаб. В апреле 1918 участвовал в мобилизации сил на отражение наступления ОМО, на Забайкальском фронте командовал 1-м Аргунским полком. Его именем в Чите и Шилке названа улица (балябина), установлена мемориальная доска.
Источник: http://ez.chita.ru/encycl/person/?id=897 © Энциклопедия Забайкалья